# Kitano-seto Strait
Die Kitano-seto Strait ist (japanisch 北の瀬戸 Kita-no-seto, deutsch ‚Nordstraße‘) ist eine schmale Meerenge in der Inselgruppe Flatvær vor der Prinz-Harald-Küste des ostantarktischen Königin-Maud-Lands. Sie trennt die Insel Nesøya von der Ost-Ongul-Insel.
Norwegische Kartographen kartierten sie anhand von Luftaufnahmen der Lars-Christensen-Expedition 1936/37, beließen sie jedoch unbenannt. Wissenschaftler einer von 1957 bis 1962 durchgeführten japanischen Antarktisexpedition kartierten sie 1957 und gaben ihr ihren deskriptiven Namen in Anlehnung an die geographische Position der Meerenge innerhalb der Inselgruppe Flatvær. Das US-amerikanische Advisory Committee on Antarctic Names übertrug diese Benennung im Jahr 1970 ins Englische.